# Enicospilus abelardoi
Enicospilus abelardoi là một loài tò vò trong họ Ichneumonidae.